# Cascinette d’Ivrea
Cascinette d'Ivrea (piemontiul: Cassinëtte d'Ivrèja) település Olaszországban, Lombardia régióban, Torino megyében. Lakosainak száma 1497 fő (2023. január 1.). Cascinette d’Ivrea Burolo, Chiaverano és Ivrea községekkel határos.

## Népesség
A település népességének változása:
| Lakosok száma | 1545 | 1531 | 1511 | 1497 |
|               | 2017 | 2018 | 2019 | 2023 |